# Aeroclube Airport
Aeroclube Airport är en flygplats i Brasilien.   Den ligger i kommunen Nova Iguaçu och delstaten Rio de Janeiro, i den sydöstra delen av landet, 900 km sydost om huvudstaden Brasília. Aeroclube Airport ligger 19 meter över havet.
Terrängen runt Aeroclube Airport är varierad.Runt Aeroclube Airport är det mycket tätbefolkat, med 1 819 invånare per kvadratkilometer.. Närmaste större samhälle är Nova Iguaçu, 1,8 km sydost om Aeroclube Airport. 
Runt Aeroclube Airport är det i huvudsak tätbebyggt.